# NGC 69
NGC 69 è una galassia lenticolare nella costellazione di Andromeda. È un membro del Gruppo di NGC 68. 
È stata scoperta nel 1855 dall'astronomo americano R. J. Mitchell, che l'ha descritta come "estremamente debole, molto piccola e rotonda".